# Nowoseliwka (Kramatorsk)
Nowosseliwka (ukrainisch Новоселівка; russisch Новосёловка/Nowosjolowka) ist eine Siedlung städtischen Typs im Osten der Ukraine in der Oblast Donezk mit etwa 1300 Einwohnern.

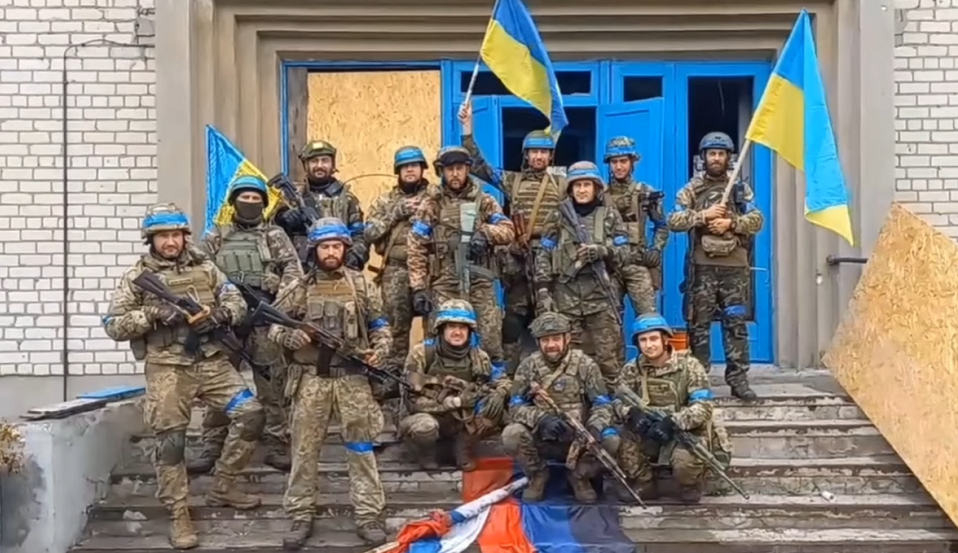
Ukrainische Soldaten nach der Rückeroberung des Ortes im Herbst 2022

Die Siedlung befindet sich im Westen des ehemaligen Rajons Lyman, etwa 13 Kilometer nordwestlich vom ehemaligen Rajonszentrum Lyman und 120 Kilometer nördlich vom Oblastzentrum Donezk entfernt am Fluss Netryus (Нетриус) gelegen.
Der Ort entstand im 17. Jahrhundert als Chutir Sobotschanskyj (хутір Зобочанський), wurde 1808 in Nowosseliwka umbenannt und erhielt 1938 den Status einer Siedlung städtischen Typs.
Am 23. Juli 2015 wurde das Siedlung ein Teil der Stadtgemeinde Lyman; bis dahin bildete sie die Siedlungsratsgemeinde Nowoseliwka (Новоселівська селищна рада/Nowoseliwska selyschtschna rada) im Westen des Rajons Lyman.
Seit dem 17. Juli 2020 ist sie ein Teil des Rajons Kramatorsk.